# クレヨンしんちゃん ブリブリ王国の秘宝
『クレヨンしんちゃん ブリブリ王国の秘宝』（クレヨンしんちゃん ブリブリおうこくのひほう）は、1994年4月23日に劇場公開された『クレヨンしんちゃん』の劇場映画版シリーズ2作目。上映時間は96分。興行収入は約21億円。

## 概要
前作は夏休みの公開だったが、本作から第30作目「クレヨンしんちゃん もののけニンジャ珍風伝」までは原則としてGWの公開となる。興行収入は当時前作に次ぐ第2位であり、第23作目『オラの引越し物語 サボテン大襲撃』が公開されるまではこの2作のみが20億円超えの作品だった。
原作者である臼井儀人から「第2作はインディ・ジョーンズ風のアクション映画にしてほしい」と要望があり舞台が決定された。タイトルは前作同様、臼井が命名。原作漫画も描き下ろした。
本作品からオープニングアニメーションに石田卓也制作のクレイアニメが採用された。内容は建物の最上階にみさえがおり、しんのすけとシロが様々な障害物をくぐり抜け彼女の元にたどり着くというもので、ひろしは未登場。
なお、本作ではフリーアナウンサー・ニュースキャスターの小宮悦子が本人役ながらも、声の出演をしている。本業が声優以外のテレビ等メディア出演者が『クレヨンしんちゃん』映画作品にゲスト出演するのはこれが初となり、当作品以降（翌年1995年『雲黒斎の野望』除き）毎年声優業が本業ではない著名人（タレント・アイドル・俳優・女優・歌手・芸人等）が出演するようになった。
テレビアニメに登場するキャラクターからは、野原家の隣人・北本れい子（隣のおばさん）が劇場版に初登場。
佐藤マサオは今作のみ鈴木みえの声の出演はなく、ほんの一瞬小さく登場している程度である。
テレビ朝日開局35周年記念作品。

## あらすじ
ある日の夜、ブリブリ王国の首都ブーリーで、謎の組織・ホワイトスネーク団によってブリブリ王国の王子・スンノケシが王宮から誘拐されてしまった。すぐさま国王は王国親衛隊にさらわれた王子の救出を命じる。
ふたば幼稚園では、みんなが自分が一番欲しい物を絵で描いていた。そんな中、しんのすけはニュースステーションに出ている小宮悦子のサインが欲しいと描いてよしなが先生を呆れさせる。
その日の夕方、町の福引きに挑戦したしんのすけは、何と特賞であるブリブリ王国5泊6日の旅を当てる。大喜びの野原一家だが、実はその福引きはホワイトスネーク団が開いていたもので、しんのすけを手に入れるために彼らが仕掛けた罠だった。
数日後、一家は空港に発着した小型飛行機で出発したが、その小型機はホワイトスネーク団が用意したもので、中の乗務員はすべてホワイトスネーク団の団員達だった。離陸してからしばらく後、団員達は正体を現し、二人組みのオカマ・ニーナとサリーに率いられてしんのすけを狙って一家に襲い掛かる。とっさの機転で、野原一家は飛行機からパラシュートを使って脱出。なんとか無事に降り立った一家はあてもなくジャングルをさまよい続け、古い遺跡にたどり着く。そこで一家は遺跡に住むサルの群れに助けられ、ここでいったん休憩する事に。その日の夜、しんのすけは持っていたチョコビを食べられた代わりに、遺跡に住んでいる子ザルからブタの鼻の形をした不思議なペンダントをもらった。
やがて野原一家はサルに教えられた道を辿るうちに鉄道を見つけ、通りかかった電車に乗り込んだ。そこで一家はしんのすけを「王子」と呼ぶ謎の女性に出会う。ルルと名乗ったその女性はブリブリ王国の王室親衛隊少佐で、誘拐された王子の行方を捜している途中、偶然王子と瓜二つのしんのすけを見つけて彼を王子と間違えたのだった。その直後、野原一家の居場所を突き止めたホワイトスネーク団が列車を襲撃。ルルは列車に乗り込んできたホワイトスネーク団の幹部ミスターハブに倒され、しんのすけはニーナとサリーに連れ去られてしまう。ホワイトスネーク団の本部に囚われたしんのすけは、そこで自分に瓜二つの少年に出会う。その少年こそ、ルルが捜していたスンノケシ王子であった。

## 登場人物
スンノケシ
セイロン島スリランカの南東500km、ほぼ赤道上に浮かぶ面積は四国ほどの立憲君主国家ブリブリ王国の王子。容姿はしんのすけと瓜ふたつで、名前もしんのすけのアナグラムだが、上品で礼儀正しく芯も強い。しんのすけからは「スンちゃん」と呼ばれる。しんのすけと違って至って常識人であるので、マイペースなしんのすけに振り回されるが、振り回されていくうちに次第に感化されていくようになる。
ブリブリ王国の秘宝に関わるある秘密を握っていたため、ホワイトスネーク団にさらわれてしまう。王家に伝わる鍵を常時首に下げており、野原一家の協力でその鍵を使って魔人と遺跡を封印することに成功する。物語の最後にはしんのすけに教えられたのか、宮殿にてゾウさん踊りをしてしまい皆を驚かせた。ルルに好意を抱いており、奇抜なコスプレをすることも含めて好きだと告げている。
原作漫画では映画版よりは気弱な性格で「スンちゃん」とも呼ばれなかった。
ルル・ル・ルル
ブリブリ王室親衛隊少佐。認識番号9999号。拉致されたスンノケシ王子奪還のため、ニーナやサリーらの動きを追っていた。列車の中で野原一家と出会い、しんのすけがニーナ達に連れ去られたのを切っ掛けに彼らと行動を共にすることになる。
カンガルーの師匠の下で修業した拳法の達人であり、劇中でもミスターハブと互角の戦いを繰り広げる。基本的には真面目でかっこよくて奇麗な「おねいさん」だが、奇抜なコスプレにこだわりを持つ変わり者でもあり、本人もそれを自覚している。
原作漫画ではスンノケシのボディガードだが、彼女の留守中にスンノケシが誘拐されたことになった。ハブとの戦いでは「独身美女キック」でハブを倒した。
王様、王妃
ブリブリ王国の国王と王妃にしてスンノケシの両親。ホワイトスネーク団に誘拐されたスンノケシの救出を親衛隊に指示した。事件後、救出されたスンノケシと再会を果たすが、ゾウさん踊りを覚えたスンノケシに唖然としていた。
原作版では王妃はスンノケシが誘拐された時とゾウさん踊りを覚えた際にショックのあまり気を失ってしまった。
アナコンダ
ブリブリ王国の伯爵で、秘密結社ホワイトスネーク団の首領。スキンヘッドの頭をした小柄で肥満体の男。しんのすけやスンノケシなどの子どもや自身の部下さえも平然と見捨てる冷酷非道な性格。
ブリブリ王国の遺跡に眠るブリブリ魔人の力を使っての世界征服を企んでおり、ブリブリ魔人の召喚には成功するも、魔人への願い事はしんのすけが先に使われてしまう。ハブが呼び出した黒ブリブリへの願い事で黒ブリブリと同化したことで、額から洗脳光弾を放ったり、拳銃で撃たれても再生するなどの超人的な力を得るようになる。しかし、その願い事が仇となり、ルルとハブの決闘の最中に姿も魔人そのものに変貌し自暴自棄になってブリブリ魔人と戦い始めた。最後はしんのすけたちが遺跡を封印する仕掛けを発動させたことで、ミスターハブを道連れに黒ブリブリの壷に吸い込まれ封印され、同時に黒ブリブリの壺も消えた。なお、封印された後のシーンで黒ブリブリと分離していた。
初対面からしんのすけが本格的に怯えた、珍しい悪役の1人。
原作漫画では世界征服をしたら部下たちを旅行に連れていくことを約束し(熱海一泊二日・ボウリング付き)、レッグウォーマーを着用していない戦闘員を「風邪をひいたらどうする」と言いながら折檻するなど、部下思いな面やコミカルな面が、いくつか描かれた。黒ブリブリが未登場だった為、融合はせず、スンノケシを人質兼国王への身代金として連れて、ヘリコプターで逃げ出し、追ってきたルルを撃とうとするが、乗り込んで来たしんのすけの滅茶苦茶な操作でヘリコプターを落とされて逃亡に失敗、逮捕される。
アレクサンダー
アナコンダのペットのアルビノ蛇。アナコンダが唯一愛情を持っている相手であり、アレクサンダーに対しては「パパ」と称している。
アナコンダが黒ブリブリの姿になった際に右腕となるが、最後はアナコンダたちもろとも封印される。封印された後はアナコンダから分離されている。
原作漫画ではシロ（しんのすけが勝手に連れて来た）のわたあめに対抗して白うんちになるが、そのまま遺跡に取り残される。
名前はアミメニシキヘビと並ぶ世界最大級のヘビの一種アナコンダから。
ニンテンドー3DS用ソフト『カスカベ映画スターズ!』によると、そっくりの「アリストテレス」という別の蛇がいる。
ミスターハブ
アナコンダの腹心。色眼鏡と白いスーツがトレードマークの大男。
一見すると伊達男だが、その大きな体に相応しいほど肉体は鍛え上げられており、スーツの上からでも筋肉の形が見えるほどのマッチョである。卓越した格闘技の使い手であり、ルルとほぼ互角の死闘を繰り広げる程の実力を持つ。顔以外の身体を竜巻のように高速回転させるのが得意技。感情を表にだす事は殆どなく、性格は冷徹。終始底の知れない落ちついた物腰でしんのすけ達に接し、口数も少ない。悪党の美学に沿って、勝つためなら卑劣な戦法も取る。携帯情報端末(PDA)を所持しており、右腕には射出機能を備えた爪を隠し武器として装備している。
アナコンダからの信頼は厚く、「ワシが世界征服をしたら、ハブにも良い思いをさせる」と約束していたが、ハブ自身はアナコンダの葉巻の匂いとアレクサンダー、それ以上に彼自身を「醜悪な存在」と呼ぶほどに嫌っており、アナコンダを出し抜いて魔人の力を得て世界征服を達成するという野望を抱いていた。その為、ブリブリの壷が2つ存在している事を隠した上で行動しており、アナコンダがブリブリの壷を見つけた後、単独行動を取り、黒ブリブリの壷を発見。アナコンダに絶縁状を叩きつけた後、黒ブリブリを召喚して野望を叶えようとするが、アナコンダに先に願いを叶えられてしまい、それにより黒ブリブリと一体化したアナコンダの放った洗脳光弾を額に刻み込まれて「奴隷」にされてしまった。その際、以前からも自分を信頼していたアナコンダに「ワシを失望させないでくれよ」と言われていた。ルルと死闘を繰り広げるが、最後は黒ブリブリと一体化したアナコンダに道連れにされる形で魔人共々、壷に吸い込まれて封印されるという哀れな末路を辿った。
なお、ルルとの戦いで気を失った際、しんのすけとひろしの手で気絶しているか否かを確かめるべく、しんのすけからは尻を突きつけられ、ひろしから靴下の臭いを嗅がされたが、逆に利いたのか、直後に起き上った。
原作ではアナコンダに終始忠実。格闘だけでなく拳銃の腕前にも優れる。遺跡のトラップに呆れたり、日本舞踊を趣味としているなど、コミカルな面も描かれていた。ルルとの戦いではひろしに靴下の臭いを嗅がされて動きが鈍った隙を突かれて敗れ去り、逮捕された。
名前は毒ヘビの一種ハブと映画『燃えよドラゴン』の悪の拳法家ミスターハンから。
ニーナ、サリー
ミスターハブの部下である二人組のオカマ。スキンヘッドに帽子を被っている大柄なオカマがニーナ、長髪で細身の体系のオカマがサリー。上司であるアナコンダやハブからあまり大切にされておらずこき使われている。素顔で活動していることから戦闘員よりは上の位にいるようだが、スンノケシ誘拐時には戦闘員の姿で活動していた。原作では、臨時雇いらしい。
しんのすけを誘拐すべく、着ぐるみ姿でくじ引きを開き、そのくじ引きで野原一家にブリブリ王国への旅行を当てさせた。ブリブリ王国へ向かう途中の飛行機の中で添乗員に化けていた戦闘員達と共に一家を襲撃するが、逃げられて失敗に終わる。しかしその際しんのすけに発信機をつけており、後に居場所を突き止め、ミスターハブと共に彼らが乗っていた列車を襲撃し、しんのすけをホワイトスネーク団本部に連れ去ることに成功するが、その際居合わせていたルルと格闘し返り討ちにされた挙句サリーは自分が知らない間に発信機をつけられていたため、後々ルル達に居場所を突き止められてしまった。
根っからの悪人ではなく、しんのすけの寝顔を「可愛い」と言ったり、物語終盤しんのすけとスンノケシを殺害するようアナコンダに命令された際は強く拒否し、ホワイトスネーク団を脱退することを宣言した。ルルとハブの戦いの最終局面では2人でハブを押さえつけてルルに勝機を作った。遺跡から脱出した後、王子の計らいで王宮に来るように言われたが実際に行ったかは描かれなかった。
原作では着ぐるみ姿は描かれず、素顔のままでくじ引きを行っていた。また、映画と違い、野原一家がブリブリ王国へ向かう飛行機もホワイトスネーク団が手配したものではない普通の旅客機で、不慮のエンジントラブルの事故による不時着した事になっている。ホワイトスネーク団を脱退した際には「悪だけど殺しと婦女暴行はしない」という信念を口にし、事件後は罪を償うために逮捕された。
戦闘員
ホワイトスネーク団の戦闘員で全身を白タイツで覆っている。野原家を案内する飛行機の客室乗務員に扮していた戦闘員は全員が美形の男性たちだった。遺跡に赴いた戦闘員は全員がトラップの犠牲となってしまう。
原作版ではルルだけでなく、みさえとひろし、ニーナとサリーにも倒され、遺跡に赴いた戦闘員も全員逮捕された。
なお、戦闘員は「クレヨンウォーズ」ではバーの客として再登場を果たす。
ブリブリ魔人
秘宝の壷の中から現れた精霊。壺は遺跡の頂上に安置されている。
いわゆるランプの精の服装をしており、巨大であるが、容姿はぶりぶりざえもんと同じのスター・システムキャラクター。封印を解く踊りを踊る事で壷から現れ、人の望みを一つだけ叶える事が出来る。元々巨大だが、さらに巨大化して「ブリブリ大魔人」になる。落ち着いた性格でアナコンダとの戦闘でも感情的になることはなく、自身が封印されると知っても動じることなく「我らの時は尽きた」と受け入れた。
アナコンダが自身の願いを叶えるために壷から呼び出したが、アナコンダより先に願いを口にしたしんのすけの願い（小宮悦子のサイン）を聞き、実際に小宮のいるテレビ局のスタジオまで訪れてサインを貰いその願いを叶えた（しんのすけは小宮のサインをブリブリ魔人に託されて大喜びしていたが、遺跡から脱出した後に無くしてしまう）。サインをもらって戻ってきた後は黒ブリブリと融合したアナコンダと戦い、最後は遺跡を封印させる仕掛けが発動した際にブリブリの壷に戻り、壷と共に消えていった。
原作漫画ではしんのすけとスンノケシをアナコンダのヘリコプターから助けた後、しんのすけに小宮のサインを託し再び眠りについた。なお、しんのすけからぶりぶりざえもんと間違われていた。
黒ブリブリ（黒魔人）
遺跡に眠っていたもう一体のブリブリ魔人。ブリブリ魔人の「兄弟」で、体の色が黒く、目は細く赤い。ブリブリ魔人同様壷の中に封印されているが、こちらの壺は遺跡に隠された特殊な入口を通らなければ見つけることが出来ない。ハブによって封印を解かれ壷から現れた。その後、アナコンダの願いを叶えて（実際は食い違いが生じている）彼と一体化した。
「黒ブリブリ」という名前は設定書に記されているもので、パンフレットでは「黒魔人」と記載されている。
原作漫画では未登場。
小宮悦子
実在するアナウンサー。担当番組の開始直前にサインをもらいにやってきたブリブリ魔人に対し、サインを用意する代わりにインタビューを行った。

## 登場する兵器
- AH-64 アパッチ - ブリブリ王国軍がスンノケシ王子奪還のため2機出撃させた攻撃ヘリコプター。
- コルト・ポケット - ルルの拳銃。ただし、実銃とは細部が微妙に違っているらしく、設定書には「コルト・ポケットもどき」と記されている。
- M16A1 - ブリブリ王宮警備兵の銃。やはり実銃とは細部が微妙に違っているらしく、設定書には「M16A1もどき」とある。
- ブローニングハイパワー - サリーの自動拳銃。
- イングラムM11 - ホワイトスネーク団潜入部隊員の装備。サプレッサー付きである。

## キャスト
- しんのすけ - 矢島晶子
- みさえ - ならはしみき
- ひろし - 藤原啓治
- よしなが先生 - 高田由美
- 風間くん - 真柴摩利
- ネネちゃん - 林玉緒
- ボーちゃん - 佐藤智恵
- 隣のおばさん - 鈴木れい子
- アナコンダ - 富田耕生
- ミスターハブ - 中田浩二
- ブリブリ魔人 - 加藤精三
- 黒魔人 - 納谷六朗
- ニーナ - 屋良有作
- サリー - 塩沢兼人
- 隊長 - 笹岡繁蔵
- 警備兵 - 山崎たくみ、掛川裕彦、坂東尚樹
- ディレクター - 結城比呂
- 王様 - 宮内幸平
- ルル・ル・ルル - 紗ゆり
- 子ザル - こおろぎさとみ
- スンノケシ王子 - 山田妙子
- 小宮悦子 - 小宮悦子

## スタッフ
| 原作                 | 臼井儀人 |
| 作画監督             | 原勝徳 堤規至 |
| 演出                 | 原恵一 |
| ねんどアニメ         | 石田卓也 |
| 美術監督             | 野村可南子 |
| 撮影監督             | 高橋秀子 |
| 音楽                 | 荒川敏行 |
| 録音監督             | 大熊昭 |
| 編集                 | 岡安肇 小島俊彦 中葉由美子 村井秀明 川崎晃洋 三宅圭貴                                                                     |
| プロデューサー       | 茂木仁史 太田賢司 堀内孝                                                                                                  |
| 監督                 | 本郷みつる |
| 脚本・絵コンテ       | 本郷みつる 原恵一 |
| 設定デザイン         | 西村博之 湯浅政明 |
| 美術設定             | 星野直美 |
| キャラクターデザイン | 原勝徳 |
| 原画                 | 林静香 高倉佳彦 西村博之 大塚正実 荒川真嗣 斎藤卓也 鉄羅紀明 松山正彦 児山昌弘 安藤真裕 尾鷲英俊 大森孝敏                 |
| 原画                 | 門脇孝一 松下佳弘 上宇都辰夫 岡田幸子 大久保修 辰嶋洋海 吉田忠勝 辻義人 箕輪悟 間々田益男 若松孝思 入江康智 原勝徳 堤規至 |
| 色指定               | 野中幸子 |
| 特殊効果             | 土井通明 |
| 動画チェック         | 小原健二 |
| 演出助手             | 水島努 |
| 動画                 | 中峰ちとせ 村山健治 笹井昌治 村林千春 橋詰理住 端由美子 古川かおり 中野恵美 本城貴史 武本康弘 日下岳史 中川弘子           |
| 動画                 | 三宅春彦 奥野隆弘 川村恵美 佐々木郁子 東野伊佐子 木田通夫 岩田昭宏 糸井美帆 斎藤徳明 地崎義生 妻藤一治 高津元弘           |
| 動画                 | 山代康規 森口真希 小林正義 中川政治 中村久子 奈良岡光 松田章子 小野塚香子 松尾真理 溝口公 藤野京子 武口つるみ             |
| 仕上げ               | 伊藤幸子 石田奈央美 山本和美 柴田邦浩 師橋明子 石田朋子 辻本和代 西原直美 今泉ひとみ 藤本さおり 本田恵美子 川東みど里     |
| 仕上げ               | 市川加奈子 高谷公美 野田頼子 明石由美子 大槻陽子 森川典子 明田ひとみ 亀井ひふみ 佐々木正子 小林めぐみ 菅美幸 長田美弥子   |
| 仕上げ               | 楠本みゆき 三関江美 林亜輝子 小浦千代美                                                                                   |
| 仕上げ検査           | 高木理恵 中西恵子 松田利恵 松谷早苗 堀越智子                                                                              |
| 背景                 | アトリエローク 沼井信朗 鈴木久美子 浜名お孝 佐藤幸子 飯田英樹 龍池昇 白石直子 川口晴美 大塚昌司 藤原紀子                  |
| 撮影                 | 旭プロダクション 梅田俊之 谷口久美子 大森美奈子 新矢秀和 柴田三千代 伊東美紀 大矢創太 戸田未知子 熊沢麻美 田村淳          |
| エリ合成             | 渡辺由利夫 末弘孝史 |
| 効果                 | フィズサウンドクリエイション 松田昭彦                                                                                     |
| 録音スタジオ         | APUスタジオ |
| 整音                 | 柴田信弘 大谷陽一 |
| 録音制作             | オーディオ・プランニング・ユー                                                                                            |
| 制作アシスタント     | 飯草良花 |
| 制作デスク           | 山川順一 和田泰 |
| 制作進行             | 魁生聡 斎藤敦 内田和弘 志村宏明 別紙直樹 八田陽子 大橋永晴 森田晋次                                                       |
| タイトル             | 道川昭 |
| 連載                 | 双葉社 WEEKLY漫画アクション 月刊ファミコン4コマ王国                                                                       |
| 協力                 | 京都アニメーション めがてんスタジオ シマスタジオ じゃんぐるじむ                                                           |
| 現像                 | 東京現像所 |
|                      | ドルビーステレオ 一部上映館を除く                                                                                         |
| 技術協力             | 森幹生 コンチネンタルファーイースト株式会社                                                                               |
| 制作                 | シンエイ動画 ASATSU テレビ朝日                                                                                            |
|                      | ©臼井儀人/双葉社・シンエイ・テレビ朝日 1994                                                                               |

## 主題歌
- オープニング - 「オラはにんきもの」
  - 作詞 - 里乃塚玲央／作曲 - 小杉保夫／編曲 - 加藤みちあき／歌 - 野原しんのすけ（矢島晶子）
- 挿入歌 - 「ああ 果てしないジャングルの中で」
  - 作詞 - 原恵一／作曲 - 荒川敏行／歌 - 野原ひろし（藤原啓治）、野原みさえ（ならはしみき）
- エンディング - 「約束See You!」
  - 作詞 - AIKO／作曲 - 白川明／編曲 - 小西真理／歌 - 岸恭子
  - 作詞担当であるAIKOはシンガーソングライターのaikoとは別人。
  - エンドカードでは、野原家・スンノケシ（と両親）の写真で締めくられた。

## 映像ソフト
- VHS - 1995年4月25日にバンダイビジュアルより発売
- DVD - 2003年4月25日にバンダイビジュアルより発売
- Blu-ray - 2022年12月23日にバンダイビジュアルより発売